# Sinumelon perinflatum
Sinumelon perinflatum är en snäckart som först beskrevs av Ludwig Pfeiffer 1864.  Sinumelon perinflatum ingår i släktet Sinumelon och familjen Camaenidae. Inga underarter finns listade i Catalogue of Life.